# 雙帶范氏塘鱧
雙帶范氏塘鱧（学名：Valenciennea helsdingenii），又名雙帶凡塘鱧，为條鰭魚綱鱸形目鰕虎科凡塘鱧屬下的一个种。该物种体长可达25公分。主要分布于印度洋和西太平洋海域。